# 球節

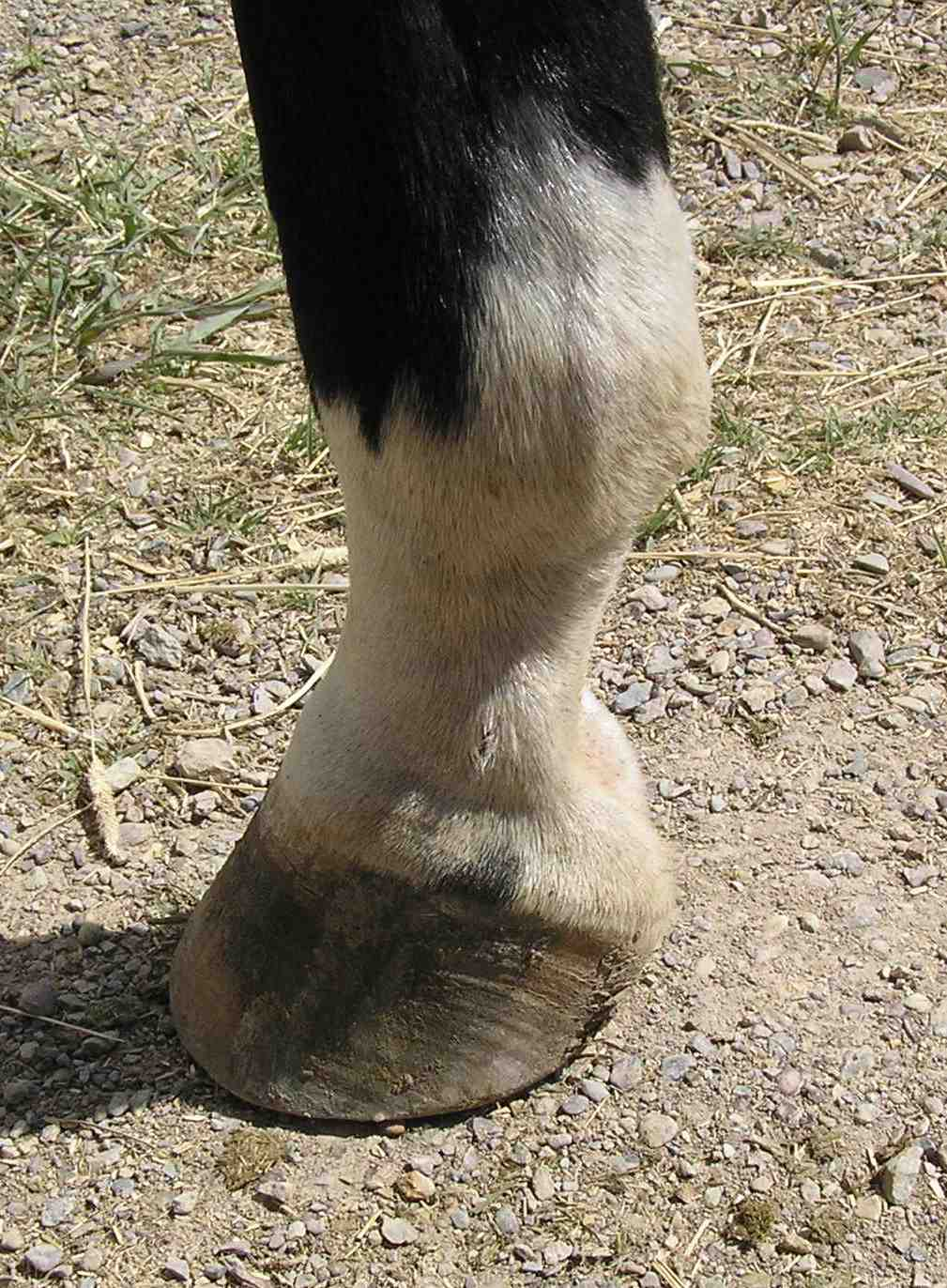
ウマの球節。上部の管骨と、斜めになった繋（つなぎ）の間の関節がそれにあたる。

球節（きゅうせつ、英語: Fetlock）は、ウマや反芻類、ブタなどの有蹄類の四肢にある関節のひとつ。中手骨と基節骨の間の関節を中手指節関節（後肢の場合は中足趾節関節）と呼ぶが、有蹄類のそれを特に球節や球関節、または繋関節と呼ぶ。

## 概要

### 内部構造

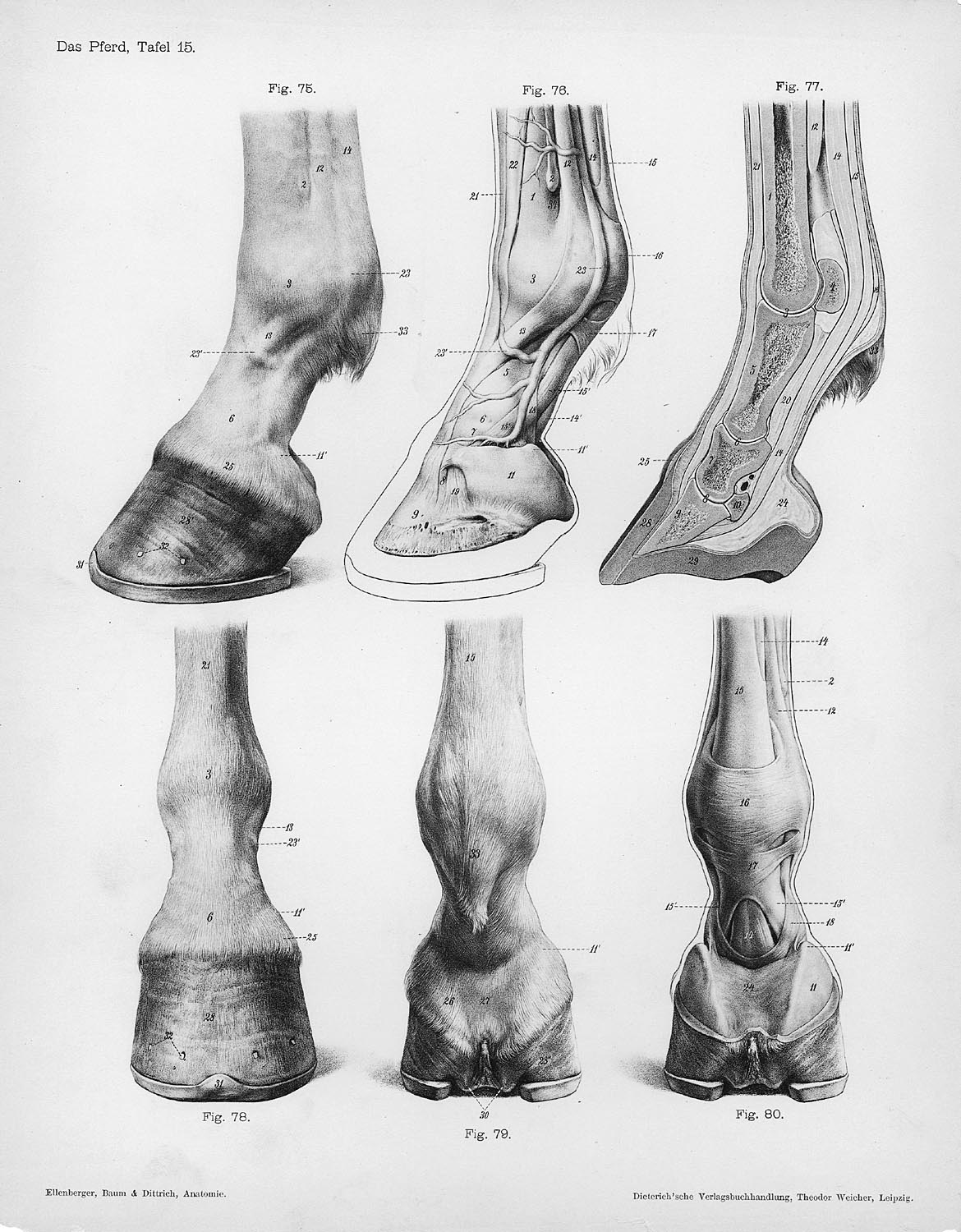
ウマの球節から先の外観と内部構造

球節（繋関節）は、中手骨に付随する近位種子骨（第1指節種子骨・第1趾節種子骨）と、基節骨の間に形成される関節である。近位種子骨は底面が遠位を向いた三角錐の形をした骨で、中手骨の遠位端の周囲を約220度取り巻く顆に対して一対の近位種子骨が面しており、中手骨と近位種子骨の間では関節してはいない。
球節を形成する中手骨と基節骨は内側・外側の側副靭帯で結合されている。また、小さく三角形の付加的な側副靭帯によって種子骨と中手骨を固定し、基節骨の近位結節に固定している。種子骨はこの靭帯の動きによって、中手骨遠位を取り巻く顆に沿って動くようになる。このほか、短い諸靭帯が基節骨の近位掌縁に向かっており、この短い靭帯の上にやや長めの十字靭帯が覆い、またその上に斜靭帯が覆いかぶさり、その斜靭帯は基節骨掌面の三角域に付着する。また、種子骨の底から始まる直種子骨靭帯は基節骨の先、中節骨の付加的な線維軟骨に付着する。
関節包は大きく、この領域に運動性を与えるために、大きな背側・掌側嚢を近位方向に伸ばしている。これらは中手骨幹に接して存在しているので、側面からの穿刺が容易で、小中手骨端や骨間筋、また種子骨掌側嚢へ刺入させやすい便利な基準になる。掌側嚢は腱鞘炎や繋関節嚢腫などの関節の腫脹があると明らかに見て取れる。背側嚢の内部には関節包ひだがそんざいしている。これら嚢の炎症・腫脹は跛行の原因となる。
球節に触れる腱は、深指屈筋腱の内側縁と外側縁がある。深指屈筋腱は、浅指屈筋腱で作られた袖の中で球節部を通過し、基節骨中央部を過ぎると、中節骨を補足する線維軟骨が用意した支点面に乗り、そこから広がると、舟状骨上を通過後に末節骨上に停止する。

### 外部の特徴

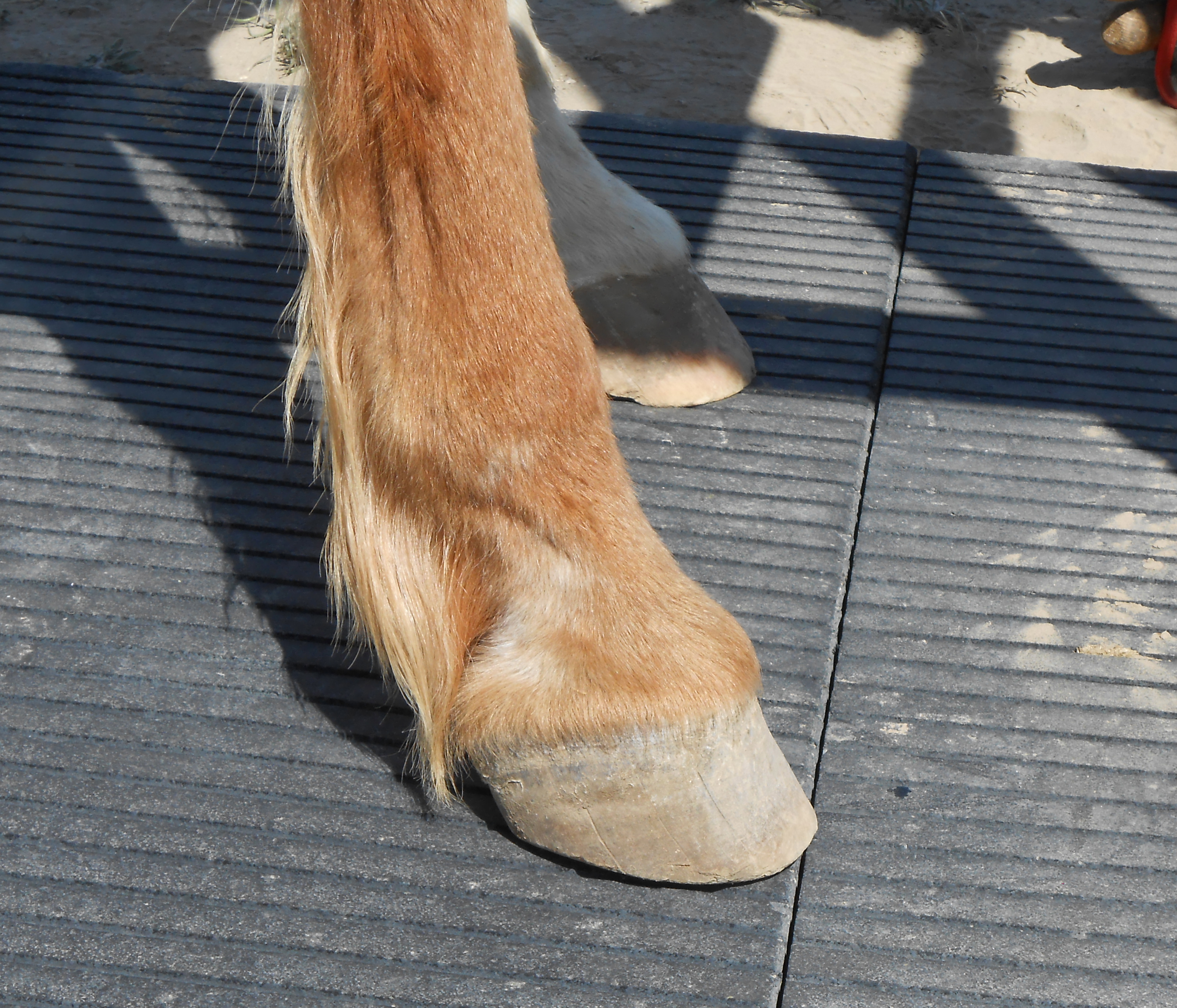
トリミングしていないウマの前肢。球節から距毛が多く出ている

ウマの場合、通常飛節から球節にかけて管骨（中手骨）が垂直に伸びており、球節の部分から先になるとこの線が前方に約45度傾く。この球節から蹄までの部分を繋（つなぎ）と呼ぶ。これはかつての牧畜において、この部分に輪と紐を繋いで家畜を繋ぎとめていたことに由来する。繋は走るなどして肢に体重がかかった時に、その衝撃を和らげるクッションとしての役割を果たしている。特に前肢の繋は体重移動の軸となるため大きな負担がかかる。繋の長さ・角度は個体差があり、短いほどクッション効果が薄い。このため競馬においては繋の長短で芝・ダートの適性を見ることがあり、一般的に繋が短い馬はダートに向いているとされる。
反芻類の球節の後方下部には副蹄（ふくてい）があるが、一方でウマの場合はこの部分に距毛（きょもう）と呼ばれる体毛が確認できる。この体毛に覆われた中には5ミリメートル程度の小さな角質があり、これを距（けづめ）または中手距などとも呼ぶ。この距は進化の過程で消失した指の痕跡、または足の裏の肉球が退化したものなどと考えられている。

## 球節の異常
球節炎（英語: inflammation of the fetlock）
球節を挫傷、捻挫、脱臼や骨折させたことで発生する炎症。化膿性炎症の波及、また球節への穿通創などでも発生しうる。局所の熱感、疼痛が顕著で、負重不全に基づく重度の跛行や、球節の腹屈が見られる。この炎症によって骨質瘤（オスレット）を生じる場合もある。処置には患部を冷やし、安静に保つ。副子により患部を固定することで治癒が促進される。化膿性の場合は排膿消毒が必要で、予後不良になることも多い。慢性に移行し跛行を呈する場合には、発疱刺激剤の塗布や焼烙を施す。
球節脱臼（英語: dislacation of the fetlock）
球節部の脱臼。疾走時の急旋回、障害飛越時の過度の過重や腱の急激な屈伸、滑走、蹉跌、転倒、および輪轢などで発生する。全脱臼では球節の変形と第一指関節の転移が認められるため視認が容易であるが、不完全脱臼の場合は側方脱臼が多く、捻挫と紛らわしい。常に重度の支柱跛行を呈する。小動物の場合は整復して固定すれば治癒するが、大動物の場合は整復が困難で、完治は期待できない。
球節軟腫（英語: fetlock gall）
球節直上部の内側・外側で、球節の滑液膜および嚢状靭帯の慢性漿液性炎症が原因となり、漿液が増量して軟腫を生じた状態。輓馬、特に高齢のものに多い。原因は持続的な過度の労働によるものと、装蹄の不具合によるものがある。中手骨と繋靭帯の間に鶏卵大の波動性腫瘤が形成され、肢を上げると消えるが、降ろすと再び出現する。熱痛はなく、運動機能にも影響しないので、治療の必要はない。
球節捻挫（英語: sprain of the fetlock）
球節の捻挫で、ウマに頻発する。ウマの蹉跌、滑走、転倒、急旋回や急停止、急激な速歩、障害飛越などが原因で、ほかにも肢勢の不良や装蹄の不具合によっても起きる。突然に重度の支柱跛行を示し、発病から12-24時間で第一指関節が腫脹・増温し、歩行時に関節の沈下不良を呈し、突球様肢勢となり、関節の屈伸検査でも疼痛を訴える、関節嚢や関節周囲の靭帯の断裂を伴うもの、関節内で出血しているものでは長期慢性の跛行を呈するようになる。治療には休養にあて、患部の冷却やプリースニッツ罨法を施す。慢性のものには、発疱刺激剤の塗布や焼烙を施す。
クモズレ
ともずれとも呼ばれる。後肢の球節の下部にできる円形のむくれ傷のことで、馬場の砂などによって擦傷した外傷で、競走馬は後肢の踏み込みがいいため起こりやすい。予防するために、球節の後ろに「クモズレよけ」と呼ばれる革や布を当てる。
骨折
球節を構成する近位種子骨は前肢の骨でも最も骨折が多発する部位で、これに続く中手骨・手根骨が競走馬が命を落としやすい「三大骨折」として、競走馬診療所では有名である。